# Por Que Você Veio Morar Aqui?
Pour plus de détails, voir Fiche technique et Distribution.
Por Que Você Veio Morar Aqui ? est un film documentaire brésilien produit et réalisé par Paulo Leão, sorti en 2009,.

## Synopsis
Pendant sa durée de 46 minutes, le documentaire tente de montrer un mini panel de la circulation des personnes, en l'occurrence dans l'état du Minas Gerais, Brésil,.
Les personnes interrogées sont des Brésiliens ordinaires. L'exception était, dans la ville « mystique » de São Thomé das Letras, la chanteuse Ventania.
Dans ce documentaire, « Paulo Leão met à l'ordre du jour, à travers la question qui donne le titre à Pourquoi es-tu venu vivre ici ?, une autre question d'une nature absolument intime... » « dont les réponses seront toujours inhabituelles, car personnelles et intransmissibles ». (Caractéristiques et médiums contemporains, Eduardo Valente - critique de cinéma).

## Fiche technique
- Titre original : Por Que Você Veio Morar Aqui?
- Réalisation : Paulo Leão
- Scénario : Paulo Leão
- Production : Paulo Leão
- Producteur associé : OlharFilmes/Samsara Film
- Distribution : OlharFilmes/Samsara Film
- Durée : 46 minutes
- Genre : documentaire
- Pays de production:  Brésil
- Langue : portugais
- Format : couleur et noir et blanc - numérique
- Date de sortie : 18 octobre 2009

## Lancement et accueil
Por Que Você Veio Morar Aqui? a eu sa première à l'exposition Brésil-France CineBH2009,.
Il a également participé à d'autres festivals de films et projections sur le circuit Ascine - Association Cineclub à Rio de Janeiro - avant d'être commercialiser en DVD et dirigé vers des plateformes de streaming,,.